# 與謝野町
與謝野町（日语：／ Yosano chō */?）是位於京都府北部的行政區劃，主要市區位於野田川周邊被稱為加悦谷的地區。

## 人口
| 與謝野町人口分布圖 |                                                 |  |
| 與謝野町與日本全國年齡別人口分布比較圖 （2005年資料） | 與謝野町的年齡、男女別人口分布圖 （2005年資料） |  |
| ■紫色是與謝野町 ■綠色是全国 | ■藍色是男性 ■紅色是女性                         |  |
| 與謝野町人口變化 \| 1970年 \| 28,617人 \| \| \| 1975年 \| 28,618人 \| \| \| 1980年 \| 28,061人 \| \| \| 1985年 \| 27,232人 \| \| \| 1990年 \| 26,371人 \| \| \| 1995年 \| 25,939人 \| \| \| 2000年 \| 25,593人 \| \| \| 2005年 \| 24,906人 \| \| \| 2010年 \| 23,454人 \| \| \| 2015年 \| 21,834人 \| \| \| 2020年 \| 20,092人 \| \| |                                                 |  |
| 資料來源：日本總務省統計中心提供之人口普查數據 |                                                 |  |
| 1970年 | 28,617人                                        |  |
| 1975年 | 28,618人                                        |  |
| 1980年 | 28,061人                                        |  |
| 1985年 | 27,232人                                        |  |
| 1990年 | 26,371人                                        |  |
| 1995年 | 25,939人                                        |  |
| 2000年 | 25,593人                                        |  |
| 2005年 | 24,906人                                        |  |
| 2010年 | 23,454人                                        |  |
| 2015年 | 21,834人                                        |  |
| 2020年 | 20,092人                                        |  |

## 歷史
在令制國時代屬於丹後國與謝郡，現在的與謝野町範圍在江戶時代結束時，皆屬於宮津藩；明治維新後，宮津藩領地在1871年廢藩置縣後改隸屬宮津縣，同年年底的第一次府縣整併中，被整併到豐岡縣，直到1876年的第二次府縣整併中才被改劃入京都府。
1889年實施町村制時，與謝野町的範圍在當時分屬石川村、桑飼村、與謝村、加悦町、三河內村、市場村、山田村、岩瀧村，共8個行政區劃。至1950年代的昭和大合併期間，這8個行政區劃被整併為岩瀧町、加悦町、野田川町三個行政區劃；21世紀初的平成大合併，這三個行政區劃再次於2006年合併為現在的與謝野町。
2014年以32歲之年紀當選町長的山添藤真曾是全日本最年輕的町長。

### 變遷表
| 1889年4月1日 | 1889年 - 1926年       | 1926年 - 1944年     | 1945年 - 1954年      | 1955年 - 1988年       | 1989年 - 现在         | 现在                  |
| ------------ | --------------------- | ------------------- | -------------------- | --------------------- | --------------------- | --------------------- |
| 桑飼村       | 桑飼村                | 桑飼村              | 1954年12月1日 加悅町 | 1954年12月1日 加悅町  | 2006年3月1日 與謝野町 | 2006年3月1日 與謝野町 |
| 與謝村       |                       |                     | 1954年12月1日 加悅町 | 1954年12月1日 加悅町  | 2006年3月1日 與謝野町 | 2006年3月1日 與謝野町 |
| 加悅町       |                       |                     | 1954年12月1日 加悅町 | 1954年12月1日 加悅町  | 2006年3月1日 與謝野町 | 2006年3月1日 與謝野町 |
| 石川村       | 石川村                | 石川村              | 石川村               | 1955年3月1日 野田川町 | 2006年3月1日 與謝野町 | 2006年3月1日 與謝野町 |
| 三河內村     |                       |                     |                      | 1955年3月1日 野田川町 | 2006年3月1日 與謝野町 | 2006年3月1日 與謝野町 |
| 市場村       | 市場村                | 市場村              | 市場村               | 1955年3月1日 野田川町 | 2006年3月1日 與謝野町 | 2006年3月1日 與謝野町 |
| 市場村       | 1894年10月12日 岩屋村 |                     |                      | 1955年3月1日 野田川町 | 2006年3月1日 與謝野町 | 2006年3月1日 與謝野町 |
| 山田村       |                       |                     |                      | 1955年3月1日 野田川町 | 2006年3月1日 與謝野町 | 2006年3月1日 與謝野町 |
| 岩瀧村       | 1921年4月1日 岩瀧町   | 1921年4月1日 岩瀧町 | 1921年4月1日 岩瀧町  | 1921年4月1日 岩瀧町   | 2006年3月1日 與謝野町 | 2006年3月1日 與謝野町 |

## 交通
WILLER TRAINS宮津線通過轄內北部的市中心，並設有與謝野車站，而相鄰的岩瀧口車站雖然名為「岩瀧口」，但並非位於與謝野町的岩瀧地區內。
過去轄內曾有加悦鐵道，自與謝野車站（當時名為丹後山田車站）沿著野田川往上游通往現在一樣屬於與謝野町的加悦地區；但此路線已於1985年停止營運。

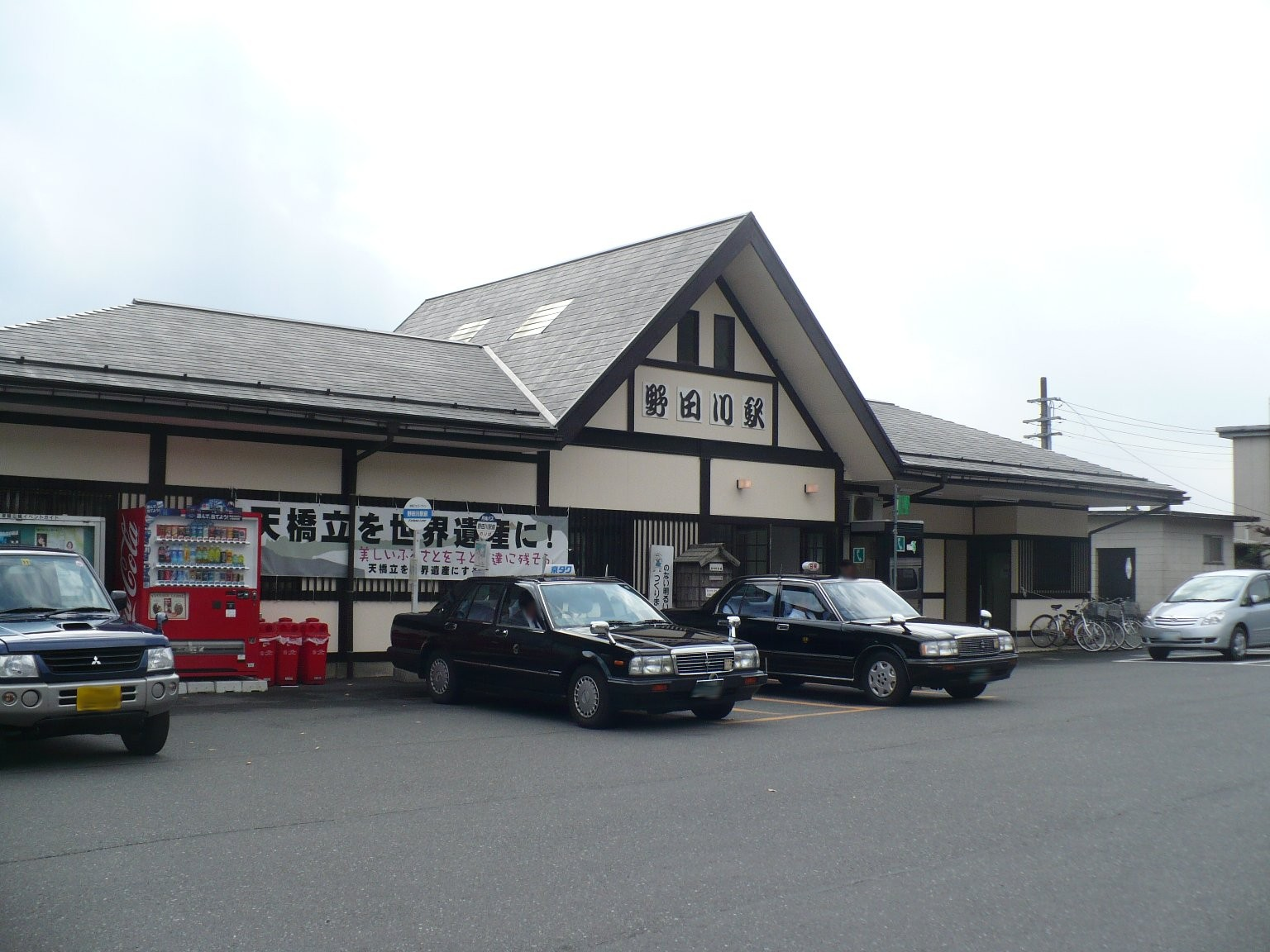
與謝野車站
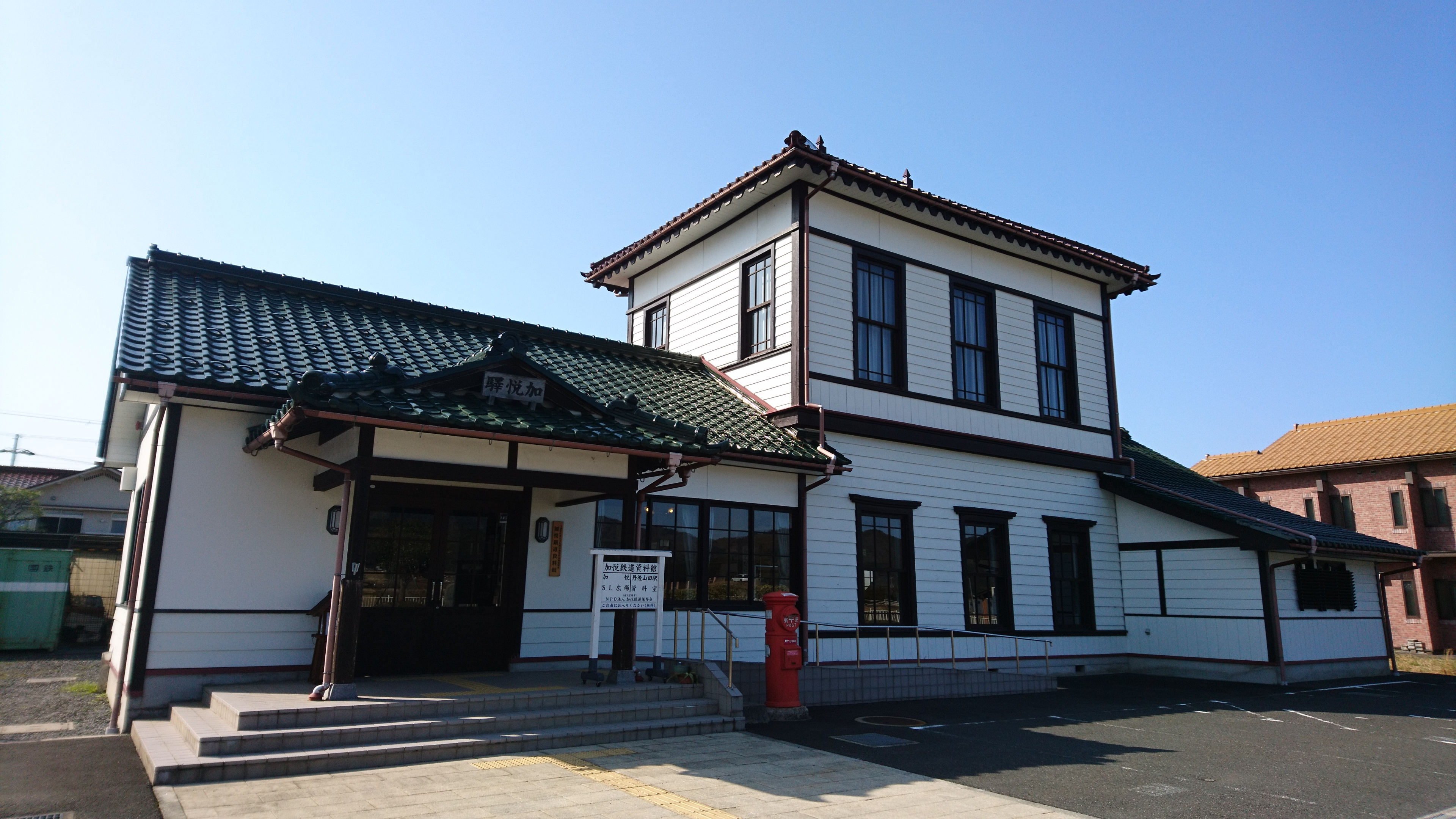
已停止營運的加悅鐵道加悅車站

## 本地出身之名人
- 糸井嘉男：職業棒球選手
- 西原加純：田徑選手

## 外部連結
- （日語）與謝野町的Facebook專頁
- （日語） 與謝野町觀光協會 （页面存档备份，存于）